# Швець Михайло Олександрович
Миха́йло Олекса́ндрович Шве́ць (5 травня 1980 — 29 серпня 2014) — солдат Збройних сил України, учасник російсько-української війни.

## Короткий життєпис
Народився 1980 року в селі Військове (Солонянський район, Дніпропетровська область). Рано втратив батьків. Проживав на хуторі Гроза (Солонянський район).
Призваний за мобілізацією як доброволець, від призову не відмовлявся. Снайпер, 93-тя окрема механізована бригада.
Зник безвісти під Іловайськом під час прориву з оточення, на перехресті доріг з села Побєда до Новокатеринівки (Старобешівський район) поруч зі ставком.
Через 18 місяців пошуку за експертизою ДНК ідентифікували останки воїна у двох різних могилах. Перепоховання пройшло 16 березня 2016 року у селі Військовому.
Залишилися старші сестри Ганна й Олена, племінники та тітка.

## Нагороди та вшанування
- «За особисту мужність, виявлену у захисті державного суверенітету та територіальної цілісності України, самовіддане виконання військового обов'язку», нагороджений орденом Богдана Хмельницького III ступеня (10.04.2017, посмертно)[1].
- Його портрет розміщений на меморіалі «Стіна пам'яті полеглих за Україну» у Києві: секція 3, ряд 9, місце 36
- Вшановується 29 серпня на щоденному ранковому церемоніалі вшанування українських захисників, які загинули цього дня у різні роки внаслідок російської збройної агресії[2]